# Sorriso Maroto
Sorriso Maroto è un gruppo musicale brasiliano, praticante i generi Pagode e samba, in attività dal 1997. 

## Storia
I suoi cinque elementi, tutti di Rio, si conoscono dai tempi dell'adolescenza.
Noti anche a livello internazionale, hanno visto aumentare popolarità nel 2014 grazie al loro album Sorriso Eu Gosto - Ao Vivo No Maracanãzinho, che è stato candidato ai Latin Grammy Awards.

## Membri
- Bruno Cardoso - voce
- Cris Oliveira - percussioni
- Sérgio Jr. - chitarra
- Fred Araújo - basso
- Vinícius Augusto - tastiere

## Discografia parziale
- Sorriso Maroto  (2002)
- Por Você  (2003)
- Por Você: Ao Vivo  (2005)
- É Diferente  (2006)
- É Diferente: Ao Vivo (2007)
- 100% Sorriso Maroto (2009)
- Sinais  (2009)
- Ao Vivo em Recife  (2010)
- Sorriso Eu Gosto - Ao Vivo No Maracanãzinho (2014)
- De Volta Pro Amanhã (2016)
- De Volta Pro Amanhã (2017)
- Ensaio (2019)
- Ao Cubo, Ao Vivo, Em Cores (2019)
- Ensaio Aberto AMA (2020)